# Santo Niño Aguanaval
Santo Niño Aguanaval es una localidad del estado mexicano de Coahuila. Es parte del municipio de Matamoros.

## Toponimia
El nombre «Santo Niño» hace referencia al santo patrono de la localidad: el Niño Jesús. El nombre «Aguanaval» refiere al río Aguanaval, ubicado cerca de la localidad.

## Demografía
| Gráfica de evolución demográfica |
|                                  |

| Censo | Población |
| ----- | --------- |
| 1900  | 31        |
| 1910  | 182       |
| 1921  | 158       |
| 1930  | 205       |
| 1940  | 754       |
| 1950  | 964       |
| 1960  | 986       |
| 1970  | 979       |
| 1980  | 1 466     |
| 1990  | 1 729     |
| 2000  | 2 004     |
| 2010  | 2 164     |
| 2020  | 2 487     |